# Humienta
Humienta es una localidad situada en la provincia de Burgos, comunidad autónoma de Castilla y León (España), comarca de Alfoz de Burgos, ayuntamiento de Revillarruz. Cuenta con alcalde pedáneo.

## Datos generales
En 2023 contaba con 299 habitantes. En verano multiplica su población. Está situada a 2 kilómetros al nordeste de la capital del municipio, Revillarruz, y está situada a 14 kilómetros de Burgos y a 227 Kilómetros de Madrid, junto a la localidad de Olmosalbos, ambas en el valle del río de los Ausines, afluente del Arlanzón a la altura de Cavia.

## Comunicaciones
- Carretera:  Entre la N-234 y la A-1 con acceso entre Sarracín y Cogollos .

## Historia
Lugar que formaba parte del Alfoz y Jurisdicción de Burgos, en el partido de Burgos, uno de los catorce que formaban la Intendencia de Burgos durante el periodo comprendido entre 1785 y 1833, tal como se recoge en el Censo de Floridablanca de 1787. Tenía jurisdicción de realengo con alcalde pedáneo.

## Datos culturales
Hay una asociación cultural llamada Asociación Cultural Amigos de Humienta, ésta realiza diferentes actividades para la reunión de todos los socios como torneos de futbolín, cenas de Halloween, etc. Se realizan en la casa del pueblo que cuenta con un bar